# Erastria combinataria
Erastria combinataria är en fjärilsart som beskrevs av Walker. Erastria combinataria ingår i släktet Erastria och familjen mätare. Inga underarter finns listade i Catalogue of Life.